# Leptinaria strebeliana
Leptinaria strebeliana је пуж из реда Stylommatophora и фамилије Subulinidae.

## Угроженост
Ова врста је на нижем степену опасности од изумирања, и сматра се скоро угроженим таксоном.

## Распрострањење
Никарагва је једино познато природно станиште врсте.